# Kashima (Schiff, 1906)
Die Kashima (japanisch 鹿島) war ein Schlachtschiff (Semi-dreadnought) der Katori-Klasse der Kaiserlich Japanischen Marine, das in der ersten Dekade des 20. Jahrhunderts auf einer britischen Werft gebaut wurde. Sie war das letzte japanische Schlachtschiff, das außerhalb Japans gebaut wurde. Kurz vor dem Beginn des Russisch-Japanischen Krieges bestellt, wurde sie erst ein Jahr nach Ende des Krieges fertiggestellt. Während des Ersten Weltkrieges wurde sie nicht eingesetzt, nahm aber an der sogenannten Sibirischen Intervention im Zuge des Russischen Bürgerkrieges im Jahre 1918 teil. Sie wurde gemäß des Washingtoner Flottenabkommens von 1922 desarmiert und 1923–1924 verschrottet.

## Entwurf und Beschreibung

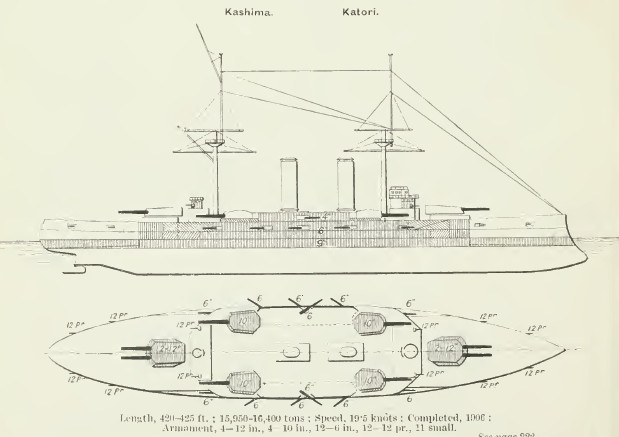
Zeichnung eines Schlachtschiffs der Katori-Klasse aus Brassey’s Naval Annual 1912

Die Schiffe der Katori-Klasse ähnelten dem Entwurf der King-Edward-VII-Klasse der Royal Navy, bei denen der Ur-Entwurf des Pre-Dreadnought-Schlachtschiffes, die Majestic-Klasse aus dem Jahre 1895, geändert wurde und eine Mittelartillerie mit größerem Kaliber verwendet wurde.

### Abmessungen
Die Kashima war 144,3 m lang und 23,8 m breit. Ihr Tiefgang betrug 8,03 m, sie verdrängte 16.646 t und hatte eine Besatzung von 864 Offizieren und Mannschaften.

### Antriebsanlage
Die Antriebsanlage bestand aus zwei vertikalen Dreifach-Expansionsdampfmaschine, deren Dampf von 20 Niclausse-Kesseln erzeugt wurde, die eine Leistung von 11.800 kW hatten und eine Geschwindigkeit von 18,5 kn ermöglichen sollte. Auf ihren Probefahrten erreichte die Kashima sogar 19,24 kn (35,63 km/h) und 12.890 kW. Das Maximum an Kohle, das sie mitnehmen konnte, waren 2.180 t und zusätzlich noch 383 t Treiböl, das über die Kohle gesprüht wurde, um deren Effektivität zu steigern. Die Fahrstrecke betrug 12.000 sm (22.000 km) bei 11kn (20 km/h).

### Bewaffnung

#### Schwere Artillerie und Zwischenkaliber
Die Hauptbewaffnung des Schiffes bestand aus vier Geschützen von Armstrong, dem Konzern, bei dem das Schiff auch auf der Armstrong-Werft gebaut wurde, mit dem Kaliber 30,5 cm und einer Kaliberlänge von 45 in zwei Doppeltürmen vor und hinter den Aufbauten. Die vier 25,4-cm-Geschütze mit der Kaliberlänge von 45 in Einzeltürmen an den vier Ecken der Aufbauten waren das Zwischenkaliber der Kashima. Diese Geschütze waren ebenfalls von Armstrong.

#### Mittelartillerie
Die Mittelartillerie bestand aus zwölf 15,2-cm-Geschützen mit der Kaliberlänge 45, die ebenfalls von Armstrong erhalten wurden. Zehn dieser Geschütze waren in den Kasematten im Rumpf und zwei in Kasematten in den Aufbauten zwischen den 25,4-cm-Türmen installiert. Zur Abwehr von Torpedobootangriffen waren zwölf bis sechzehn 7,6-cm-Geschütze und drei 4,7-cm-Geschütze installiert. Außerdem hatten die Schiffe fünf 45,7-cm-Torpedorohre, jeweils zwei an den Seiten und eines im Heck.

### Panzerschutz
Die Wasserlinie der Kashima wurde durch einen Gürtelpanzer aus speziellem Stahl von Krupp mit einer Dicke von 64 mm an den Enden und 229 mm in der Mitte geschützt. Die Hauptgeschütztürme hatten einen 229 mm dicken Panzer und das Deck wurde durch einen 51–76 mm dicken Panzer geschützt.

## Bau und Einsatz
Kashima ist nach einem Shintō-Schrein in Kashima, Ibaraki benannt und wurde im Januar 1904 bei Armstrong-Whitworth bestellt. Die Kiellegung war am 29. Februar 1904 auf deren Werft in Elswick (Tyne and Wear) mit der Baunummer 755. Der Stapellauf war am 22. März 1905 und am 23. Mai wurde die Kashima fertiggestellt. Am 31. Mai verließ die Kashima britische Gewässer zur Jungfern- und Probefahrt. Am 4. August 1906 erreichte sie Yokosuka.
Während eines Schießtrainings in der Bucht von Hiroshima am 16. September 1907 entzündete sich Pulver im hinteren 25,4-cm-Steuerbordturm, als es mit brennenden Resten des vorherigen Schusses in Berührung kam. Durch das Feuer wurden sieben Offiziere und 27 Mann getötet und zwei Offiziere und sechs Mann verwundet. Als der Erste Weltkrieg begann, war die Kashima in der Marinewerft Maizuru zur Überholung. Nach Beendigung der Arbeiten kam sie zum 2. Schlachtschiffsgeschwader und wurde zum Flaggschiff. Im Jahre 1918 wurde sie das Flaggschiff des 5. Schlachtschiffsgeschwaders, in dem auch ihr Schwesterschiff Katori war. Beide Schiffe deckten die Landung japanischer Truppen bei der Sibirischen Intervention während der Russischen Revolution und dem folgenden Bürgerkrieg.
Am 3. März 1921 verließ die Kashima, begleitet von der Katori Yokohama und brachte Kronprinz Hirohito, den späteren Tennō, der sich an Bord der Katori befand, nach Großbritannien. Er war der erste japanische Kronprinz, der ins Ausland reiste. Das Schiff kam am 9. Mai in Portsmouth an und nach sechs Monaten kehrten beide Schiffe mit dem Prinzen zurück. Um den Abmachungen des Washingtoner Flottenabkommens Folge zu leisten, wurde das Schiff im April 1922 desarmiert und am 20. September von der Schiffsliste der Marine gestrichen. Im Februar 1924 war der Abbau der Panzerung und der Bewaffnung abgeschlossen und am 26. und 27. April 1924 gab es eine öffentliche Versteigerung des Schiffes. Die Firma Mitsubishi gab das höchste Gebot ab, 238.900 Yen, und musste noch 35.000 Yen für das Schleppen des Schiffes nach Nagasaki, wo sich die Mitsubishi-Werft befand, zum Abwracken zahlen. Die Geschütze wurden der Kaiserlich Japanischen Armee übergeben. Die beiden Türme von Kashimas 30,5-cm-Geschützen wurden 1929 in der Bucht von Tokio und auf Iki in der Straße von Tsushima aufgestellt. Der Rest der Geschütze wurde in die Reserve versetzt und im Jahre 1943 verschrottet.